# Lagrange (Territoire de Belfort)
Lagrange település Franciaországban, Territoire de Belfort megyében. Lakosainak száma 139 fő (2022. január 1.). Lagrange Saint-Germain-le-Châtelet, Angeot, Bethonvilliers és Larivière községekkel határos.

## Népesség
A település népességének változása:
| Lakosok száma | 119  | 125  | 131  | 129  | 137  | 139  | 139  | 139  | 139  |
|               | 2013 | 2015 | 2016 | 2017 | 2018 | 2019 | 2020 | 2021 | 2022 |